# Trox capensis
Trox capensis es una especie de escarabajo del género Trox, familia Trogidae. Fue descrita científicamente por Scholtz en 1979.
Se distribuye por la ecozona afrotropical. Habita en la Ciudad del Cabo, en Sudáfrica.